# Везенберг (Мекленбург)
Ве́зенберг (нем. Wesenberg) — небольшой город в Германии, в земле Мекленбург-Передняя Померания, входит в район Мекленбург-Зенплатте и подчиняется управлению Мекленбургише-Кляйнзенплатте.
Население составляет 3008 человек (на 31 декабря 2013 года). Занимает площадь 89,43 км². К северо-востоку от города расположено Воблицкое озеро.

## Общие сведения
К районам Везенберга также относятся 7 деревень:
- Аренсберг (нем. Ahrensberg)
- Белов (нем. Below)
- Малый Квассов (нем. Klein Quassow)
- Пельцкуль (нем. Pelzkuhl)
- Хартенланд (нем. Hartenland)
- Циртов (нем. Zirtow)
- Штразен (нем. Strasen)

## История
Город был основан в 1252 году Николасом I, владетелем сеньории Верле.

## Галерея

Везенберг на карте района и управления
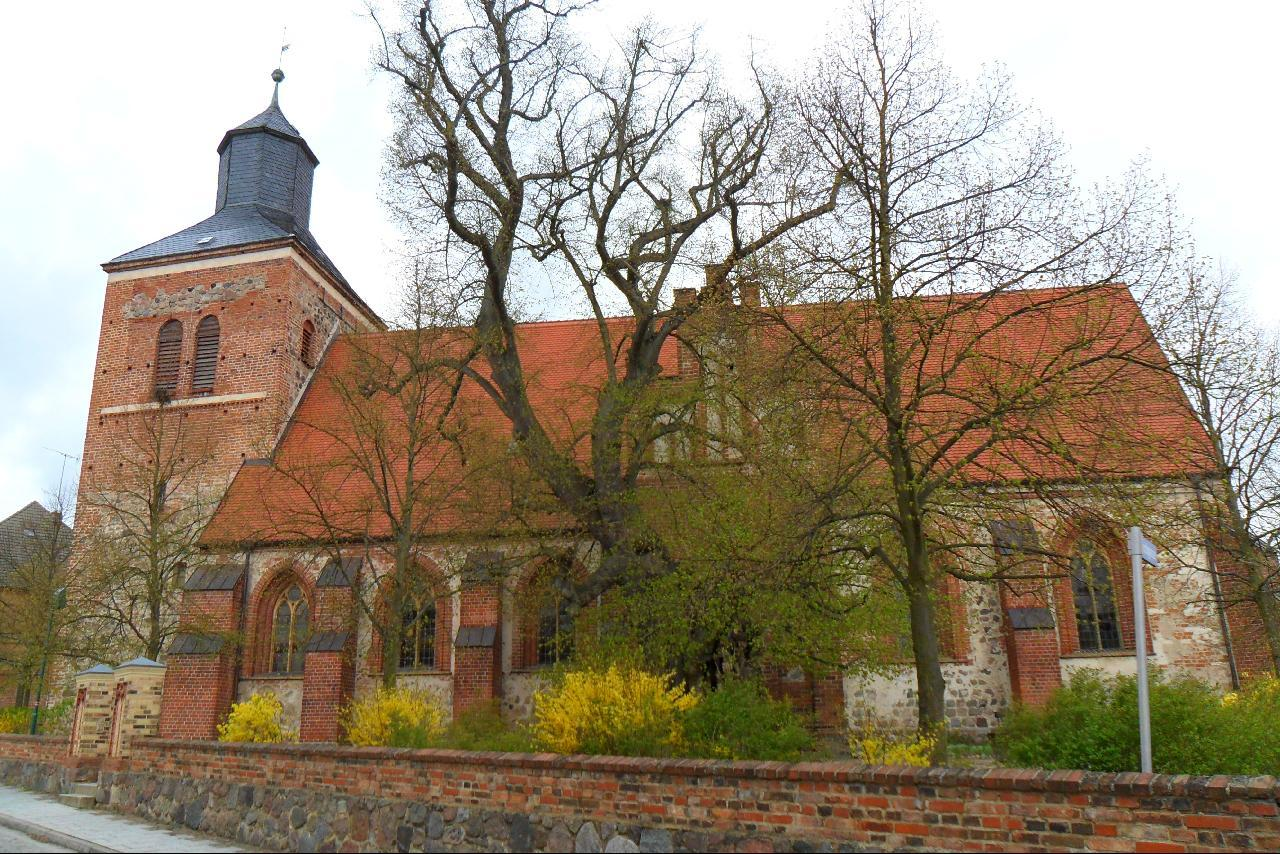
Церковь в Везенберге
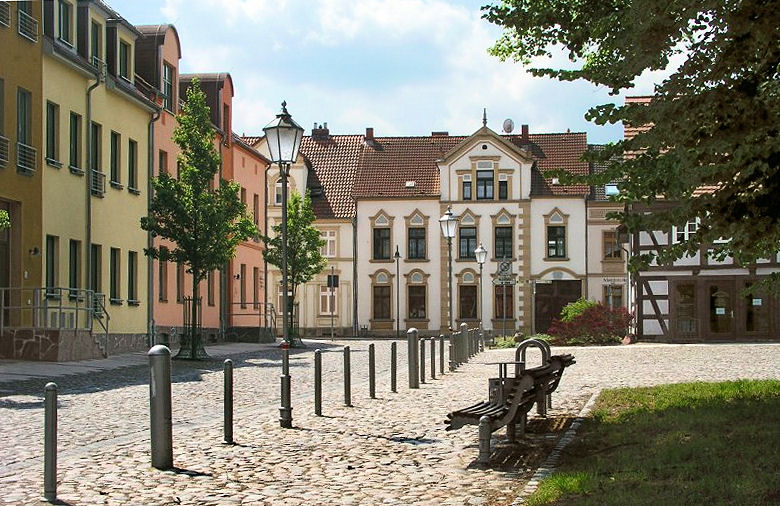
Торговая площадь Везенберга
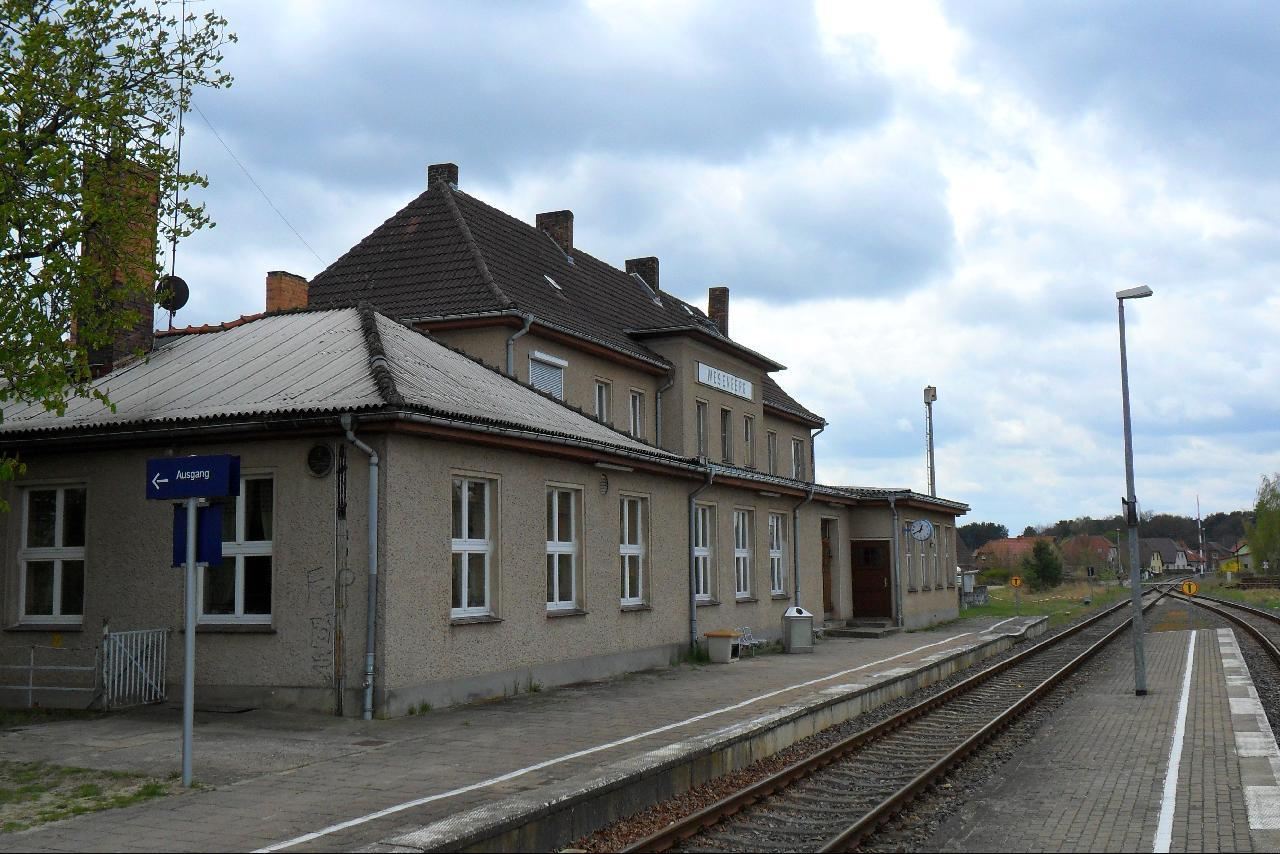
Ж/д станция Везенберга